# هيرواكي أوكونو
هيرواكي أوكونو (باليابانية: 奥埜 博亮) (14 أغسطس 1989 في أوساكا في اليابان – )؛ هو لاعب كرة قدم ياباني سابق كان يلعب كلاعب وسط.

## وصلات خارجية
- هيرواكي أوكونو على موقع رابطة كرة القدم اليابانية للمحترفين (اليابانية)
- هيرواكي أوكونو على موقع إي إس بي إن إف سي (الإنجليزية)
- هيرواكي أوكونو على موقع قاعدة بيانات كرة القدم.إي يو (الإنجليزية)
- هيرواكي أوكونو على موقع Soccerbase.com (لاعب) (الإنجليزية)
- هيرواكي أوكونو على موقع Soccerway.com (الإنجليزية)
- هيرواكي أوكونو على موقع عالم كرة القدم.نت (الإنجليزية)